# Piero Gribaudi
Piero Gribaudi (Cambiano, 27 giugno 1874 – Torino, 24 marzo 1950) è stato un geografo ed economista italiano.

## Biografia

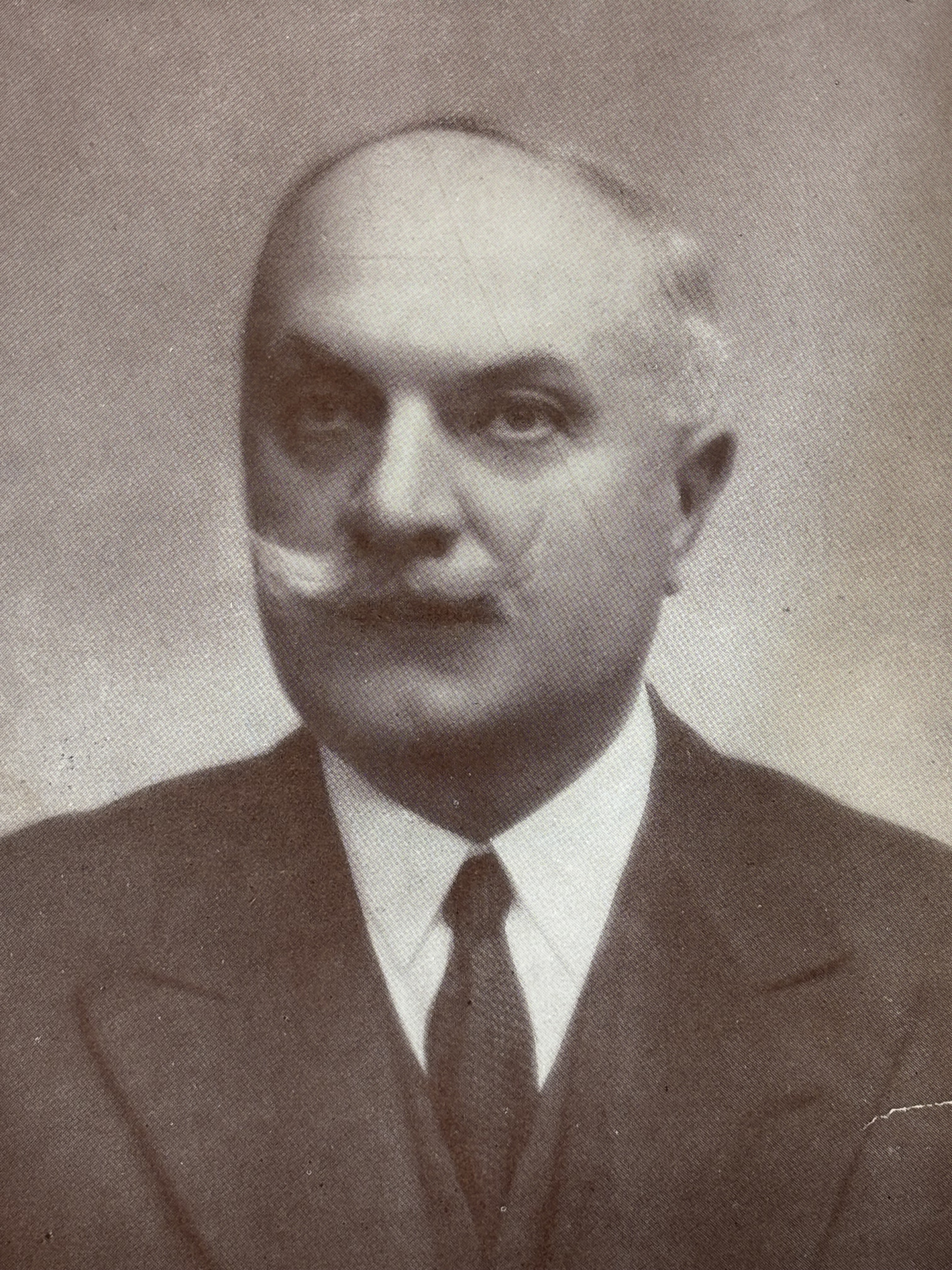
Piero Gribaudi

Piero Gribaudi nacque il 27 giugno 1874 a Cambiano. Di modesta famiglia, figlio di Bartolomeo e Teresa Pennazio, frequentò le scuole medie presso le Case salesiane, anche grazie al personale interessamento di Don Giovanni Bosco. Si laureò in lettere presso l’Università di Torino nel 1898 dove, grazie allo storico italiano Carlo Cipolla, si appassionò alla storia medievale. Nei due anni successivi proseguì gli studi alla Scuola di perfezionamento di Firenze. La vita fiorentina fu decisiva nei riguardi degli studi a venire e della carriera di Gribaudi, che si indirizzò definitivamente agli studi geografici. I suoi primi articoli pubblicati furono dedicati a problemi di geografia economica e politica. Ricordiamo alcuni suoi maestri come Pasquale Villari, Giovanni Marinelli, Cesare Paoli. Durante il III Congresso Geografico Italiano a Firenze, Piero fu invitato a collaborare al periodico fiorentino Rivista geografica italiana.
In questo periodo iniziò a instaurarsi sempre di più in lui la passione per la geografia e per la ricerca, che lo portò a scrivere, tra il 1900 e il 1908, molte opere a carattere scientifico. Si occupò di cosmografia, esplorazioni polari, cartografia e trattò di grandi viaggiatori come Magellano e Caboto. Con il suo lavoro la Geografia di inizio secolo compì importanti progressi, in quanto si occupò degli studi sulle variazioni della latitudine, e introdusse nuovi metodi di indagine.
Scrisse inoltre opere a scopo didattico, data la scarsità delle ore scolastiche dedicate alla Geografia per ordinamenti ministeriali. Nei successivi Congressi geografici il professore figurò come uno tra i più ostinati difensori della posizione della materia nelle scuole, e si impegnò per valorizzarne l'apprendimento. Nel 1902, si sposò con Giovanna Gilardi, dalla quale ebbe tre figli: Ferdinando detto Dino, Cencio e Teresa. Si trasferì come vincitore di concorso all'Istituto Nautico di Gaeta, rimanendovi tre anni. Insegnò tra il 1906 e il 1907 all'istituto tecnico di Parma.
Nel 1900 prese la cattedra prima nel Ginnasio e poi nella Scuola Normale di Nuoro in Sardegna, e successivamente alle Normali di Grosseto e Velletri. Due anni dopo si spostò all'Istituto Nautico di Gaeta, avendo vinto il concorso per insegnare la Materia anche negli istituti tecnici. Si spostò poi all'Istituto Tecnico di Parma e poi ancora presso la Scuola Superiore di Commercio di Bari. Nel 1907 vinse la stessa cattedra alla Scuola Superiore di Commercio di Torino, poi Facoltà di Economia e Commercio di Torino, che lo avrebbe accolto per ben 41 anni.
A Torino si interessò agli sviluppi della politica italiana nonché alle questioni coloniali e si impegnò per la realizzazione di diverse opere a livello pubblico, come i trafori alpini, la navigazione interna e alcuni grandi sbocchi portuali (con saggi su Genova, Trieste e Marsiglia), che andavano a collegare la città con i territori circostanti, vista la posizione geografica. Fu molto apprezzato dai cittadini, che lo elessero prima Consigliere comunale e poi Assessore. Si impegnò per l'apertura di diverse scuole a seconda della materia o del mestiere di interesse e migliorò l’assetto edilizio e il funzionamento della sua Scuola.
Ricordando la sua educazione, mostrò sempre gratitudine all'Opera salesiana. Purtroppo la Prima Guerra Mondiale rallentò molto i suoi studi e il suo insegnamento, dal momento che dal 1915 al 1919 prestò servizio militare. La guerra sarà poi un argomento dei suoi successivi riflessi geografici.
Dopo la prima guerra mondiale, alla quale aveva partecipato come ufficiale dell'esercito e che era stata l'occasione per una serie di scritti di argomento geopolitico - dal discorso inaugurale dell'anno accademico 1914-15, alla prolusione 1919-20, La carta politica della nuova Europa (rielaborata in La nuova Europa, Torino 1921) - si affermò soprattutto come autore di una fortunata serie di testi scolastici, antologie geografiche, biografie di viaggiatori per le scuole di ogni ordine e grado, da La geografia nella IV classe elementare al testo universitario di Geografia commerciale .
Durante i suoi numerosi viaggi si soffermò sullo studio di caratteristiche naturali, antropiche ed economiche di diversi paesi, come la Germania, la Francia e la Tripolitania. Gli si riconoscono diversi meriti e premi, come la Medaglia d'Argento per la redenzione sociale e le nomine a Membro del Consiglio Nazionale delle Ricerche, etc.
Nel corso degli anni Trenta le sue scelte in campo didattico e scientifico risentirono dell'orientamento della propaganda del regime fascista per quanto concerne la politica italiana interna ed estera, dalla guerra d'Etiopia, le cui conquiste furono da lui illustrate ne Il nuovo Impero di Roma, fino all'entrata in guerra dell'Italia al fianco della Germania, alla quale dedicò l'unico intervento da lui pubblicato nella rivista Geopolitica. Nel pieno dell'occupazione tedesca tornò però alle indagini di storia locale dando alle stampe l'opuscolo intitolato Un capitolo della storia del Comune di Cambiano. Nel secondo dopoguerra  riprese l'insegnamento e pubblicò Terra e civiltà - manuale di geografia umana, politica ed economica concepito come una sintesi di geografia storica e redatto in collaborazione con il figlio Ferdinando.
Andò in pensione nel '49 e vide succedergli il figlio Dino. Durante l'organizzazione del XV Congresso Geografico Italiano del 1950 (svoltosi a Torino), morì il 24 marzo di quell'anno.

## Opere
- Testo di geografia (1899)L'Italia nella sua vita economica, 1944, Piero Gribaudi
- Letture geografiche (1899)

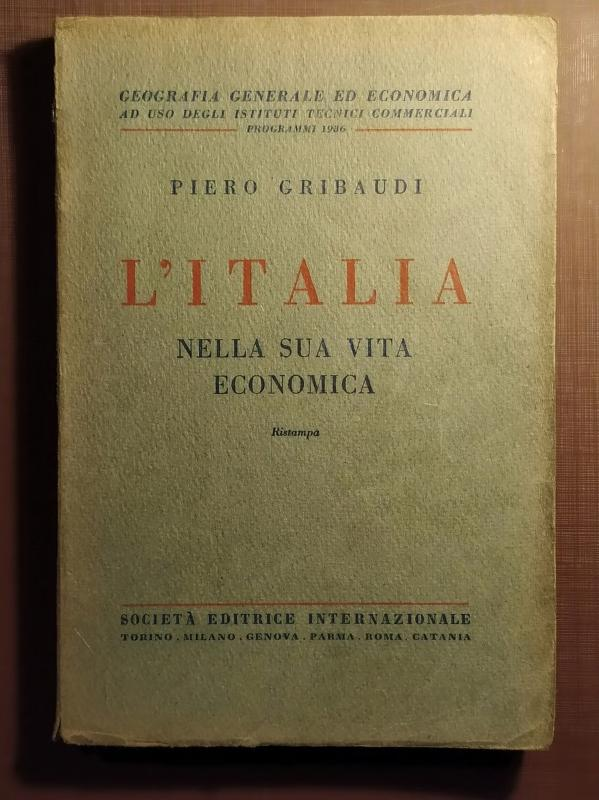
L'Italia nella sua vita economica, 1944, Piero Gribaudi

- Riva presso Chieri sino al 1340. Notizie storiche (1897)
- Verso il Polo Sud (1898)
- L'avvenire economico della Cina (1899)
- Piante e uomini d'altri tempi nel Chierese (1899)
- L'Italia in Cina (1899)
- Umberto I il Buono (1900)
- La colonizzazione italiana della Patagonia (1900)
- L'esplorazione geografia regionale (1901)
- Il primo sverno nelle regioni polari antartiche (1901)
- Sulle variazioni della latitudine (1902)
- Per Ferdinando Magellano (1902)
- La geografia in Inghilterra (1902)
- Il Golfo di Gaeta (1906)
- I Monti Ausoni (1910)
- L'Uomo e il suo Regno (1912-1914)
- La più grande Italia (1913)
- Per Mare e per Terra (1923)